# ウォーク・オブ・ゲーム
ウォーク・オブ・ゲーム（Walk of Game）はビデオゲームおよびコンピュータゲームにおいて成し遂げられた偉大な達成の栄誉を称える場所である。

## 概要
サンフランシスコのエンターテイメント複合施設メトレオンに設置されている。
毎年9月にインターネットで投票を行ない受賞者を決定する。最も得票の多かった順に4つのゲームまたはキャラクター、2人の開発者が選ばれ、星とともに床に刻まれる。
ハリウッド・ウォーク・オブ・フェームを意識したものだがそれほど有名ではなく、メトレオンのアトラクションとしての性格が強い。

## 受賞者
|        | ゲーム・キャラクター賞                                                      | 功労賞                                   |
| ------ | --------------------------------------------------------------------------- | ---------------------------------------- |
| 2005年 | - マリオ - リンク - ソニック・ザ・ヘッジホッグ - HALO                       | - 宮本茂 - ノーラン・ブッシュネル        |
| 2006年 | - ララ・クロフト - スタークラフト - ファイナルファンタジー - エバークエスト | - シド・マイヤー - ジョン・D・カーマック |